# أوسكار نوفوا
أوسكار نوفوا (بالإسبانية: Oscar Novoa)‏ هو مبارز بالسيف تشيلي، (و. 1886  م).

## وصلات خارجية
- أوسكار نوفوا على موقع أوليمبيديا (الإنجليزية)